# Novoivanivka, Popasna
Novoivanivka (în ucraineană Новоіванівка) este un sat în așezarea urbană Vrubivka din raionul Popasna, regiunea Luhansk, Ucraina.

## Demografie
Componența lingvistică a localității Novoivanivka
     Ucraineană (71,75%)
     Rusă (28,25%)
Conform recensământului din 2001, majoritatea populației localității Novoivanivka era vorbitoare de ucraineană (71,75%), existând în minoritate și vorbitori de rusă (28,25%).